# OCN Movies 2
OCN 무비스 2(OCN Movies 2)는 CJ ENM의 영화 텔레비전 채널이다.

## 역사
2001년 7월 1일 OCN 액션으로 개국했고, 2003년 3월 1일에 수퍼 액션(Super Action)으로 채널명을 변경하였다. 2020년 3월 1일에 OCN Thrills로 채널명을 변경하였다. 2022년 10월 1일에 "OCN Movies 2"로 채널명을 변경하였다. 주로 액션 영화를 방영하지만 2017년 이후부터 OCN 드라마, 영화나 해외 수입 드라마를 방영하였다.

### 채널명 변경
- 2003년 3월 1일 - 채널명 변경 OCN ACTION → 수퍼 액션
- 2020년 3월 1일 - 채널명 변경 수퍼 액션 → OCN THRILLS
- 2022년 10월 1일 - 채널명 변경 OCN Thrills → OCN Movies 2

## 종영 프로그램
- 시리즈 다세포 소녀
- 문자메세지 6969
- 도시괴담 데자뷰 1
- 도시괴담 데자뷰 2
- 도시괴담 데자뷰 3
- S클리닉
- 서영의 SPY
- 하드보일드 과학수사극
- U-turn
- 홀리랜드
- UFC
- UFC 명승부
- UFC 인사이드
- Pride
- Pride Showdown

## 같이 보기
- OCN
- OCN Movies